# Nelson Mandela Bay Stadium
Nelson Mandela Bay Stadium är en fotbollsarena i Port Elizabeth, Sydafrika. Den rymmer cirka 48 000 åskådare. Arenan byggdes för världsmästerskapet i fotboll 2010 och stod som värd för åtta matcher bland annat matchen om tredje pris. Arenan kallas för solrosen för dess kronblads-liknande tak, tillverkat av aluminium och PTFE-tyg